# Ismo Korhonen
Ismo Korhonen (ur. 10 lutego 1962 w Suonenjoki) – fiński piłkarz występujący na pozycji bramkarza.

## Kariera klubowa
Korhonen przez całą swoją karierę występował w zespole FC Kuusysi. Dołączył do niego w sezonie 1979, gdy Kuusysi grało w drugiej lidze. W sezonie 1981 awansował z zespołem do pierwszej ligi i grał w niej do końca kariery w 1993 roku. Wraz z Kuusysi pięciokrotnie zdobył mistrzostwo Finlandii (1982, 1984, 1986, 1989, 1991), a także dwa razy Puchar Finlandii (1983, 1987).

## Kariera reprezentacyjna
W reprezentacji Finlandii Korhonen wystąpił jeden raz, 17 kwietnia 1986 w przegranym 0:3 towarzyskim meczu z Brazylią.